# لويس أ. كينتانا
لويس أ. كينتانا هو سياسي أمريكي، ولد في 29 يناير 1960 في Añasco, Puerto Rico ‏ في الولايات المتحدة. نشط حزبياً في الحزب الديمقراطي. وقد انتخب عمدة نيوآرك، نيوجيرسي, نيوجيرسي ‏ (4 نوفمبر 2013 – 1 يوليو 2014).